# کوان هویی-سان
کوان هویی-سان (انگلیسی: Kwan Hoi-san؛ ‏ ۲۳ اکتبر ۱۹۲۵ – ۱۱ سپتامبر ۲۰۰۶) بازیگر اهل هنگ کنگ بود.
از فیلم‌ها یا مجموعه‌های تلویزیونی که وی در آن‌ها نقش داشته‌است، می‌توان به معشوقه فاتح بزرگ اشاره نمود.